# Чудовский, Константин Юрьевич
Константин Юрьевич Чудовский (род. 23 июня 1982 года, Москва) — российский дирижёр. Окончил Государственное музыкальное училище имени Гнесиных по специальности «дирижер хора» (класс профессора В. А. Богдановской) и Московскую консерваторию имени П.И. Чайковского по специальности «оперно-симфоническое дирижирование» (класс профессора Г. Н. Рождественского). Лауреат молодежной премии «Триумф» (2011).
Главный дирижёр в Муниципальном театре Сантьяго в Чили (с 2013 по 2018). Лауреат молодёжной премии «Триумф» (2011). Главный дирижёр театра Урал Опера Балет (с 2019). Художественный руководитель и главный дирижёр Государственного Кремлёвского оркестра (с 2020).

## Биография
Окончил Музыкальное училище имени Гнесиных по специальности «дирижер хора» (класс профессора В. А. Богдановской) и Московскую консерваторию имени П. И. Чайковского по специальности «оперно-симфоническое дирижирование», где его педагогом был профессор Рождественский, Геннадий Николаевич. Рождественский высоко оценил дарование своего ученика: «Константин Чудовский — музыкант, обладающий превосходными дирижёрскими данными, исключительной памятью».
В 2007—2014 годах Чудовский был главным приглашенным дирижёром в театре «Геликон-Опера». Дирижёр выступал в России, Австрии, Эстонии, Франции, Болгарии, Израиле, Чили. На счету Чудовского дирижёрская работа во многих оперных и балетных спектаклях. У дирижёра огромный репертуар от Моцарта и Россини до Берга, Яначека и Шостаковича.
В июне 2014 года Константин Чудовский дирижировал грандиозным спектаклем под открытым небом «Борис Годунов» в Софии.
C 2013 года Константин Чудовский — главный дирижёр в Муниципальном театре Сантьяго в Чили. Он является приглашенным дирижёром Екатеринбургского государственного академического театра оперы и балета, в котором дирижирует спектаклями Евгений Онегин, Мадам Баттерфляй, Ромео и Джульетта, Князь Игорь, Цветоделика.
В 2014 году Чудовский дирижировал оперой Трубадур (Верди) в Лиможе. На протяжении нескольких сезонов он дирижирует балетом Прокофьева Золушка в Лионской опере (Opéra de Lyon).
Чудовский работал с такими известными российскими и зарубежными оркестрами как Венский камерный оркестр, Государственный симфонический оркестр «Новая Россия», Израильский симфонический оркестр Ришон-ле-Циона. Сотрудничал с известными певцами, среди которых Ольга Микитенко, Дина Кузнецова, Камилла Нюлунд, Себастиан Катана, Роберто Скандуцци, Дмитро Попов.
С сентября 2019 года Константин Чудовский назначен главным дирижёром Екатеринбургского государственного академического театра оперы и балета.
С октября 2020 года Константин Чудовский назначен художественным руководителем и главным дирижёром Государственного Кремлёвского оркестра.

## Премии и награды
- Молодёжная премия «Триумф» (2011)

|                                                                           |                                                                                         |
| «Кристальная лира» от Союза болгарских музыкальных и театральных деятелей |                                                                                         |
|                                                                           | * Почетный диплом Союза критиков Чили за постановку оперы ''Борис Годунов'' Мусоргского |
|                                                                           |                                                                                         |